# Vlag van Jordanië

Vlag van Jordanië (ratio 1:2)

Marinevlag (ratio 1:2)

De vlag van Jordanië is gebaseerd op de vlag van de Arabische opstand tegen het Ottomaanse Rijk tijdens de Eerste Wereldoorlog. De vlag is in gebruik sinds 16 april 1928 en bestaat uit drie horizontale banen in de kleuren zwart, wit en groen. Aan de linkerkant is een rode driehoek met daarin een zevenpuntige ster. De oorlogsvlag-ter-zee-versie van de nationale vlag toont de gewone Jordaanse vlag in het kanton van een witte vlag, waarin aan de rechterkant het symbool van de Jordaanse marine staat: een gekroond anker met kromsabels.

## Symboliek
De drie horizontale banden symboliseren de oude kalifaten van de Abbasiden, Omajjaden en Fatimiden. De rode driehoek staat voor de Hasjemitische dynastie.
De zevenpuntige ster is het enige element in de vlag dat de Jordaanse vlag onderscheidt van de vlag van de Arabische opstandelingen. Deze ster staat zowel voor de zeven verzen van de eerste surah in de Koran, als voor de eenheid van de Arabische volken. Volgens sommigen symboliseren de zeven punten ook de zeven heuvels waarop de Jordaanse hoofdstad Amman is gebouwd.

## Geschiedenis

### Vóór 1916

Vóór 1916

Jordanië maakte deel uit van het Ottomaanse Rijk en de vlag van het land was de Ottomaanse vlag.

### 1916-1921

1916-1921

Van 1916 tot 1921 werd de vlag van de Grote Arabische Opstand gebruikt en was deze de vlag van het koninkrijk Hidjaz.

### 1921-1928

1921-1928

Er werd een vlag gebruikt die leek op de huidige vlag, zonder ster, ook in Hidjaz vóór de annexatie bij Nadjd, en in Irak in de eerste dagen van het Koninkrijk Irak in 1921 en nu in Palestina.

### 1928

1928-1939

In 1928 werd de ster eraan toegevoegd, en vanaf die tijd tot nu toe is het de officiële vlag van het land geworden (met uitzondering van de periode van 1958 gedurende enkele maanden). De afmetingen van de driehoek verschillen echter van de afmetingen van de huidige driehoek, evenals de locatie van de zevenpuntige ster.

### 1958

1958

In 1958 werd een nieuwe vlag aangenomen voor de federale entiteit tussen het Koninkrijk Irak en het Hasjemitische Koninkrijk Jordanië, die de Arabische Federatie werd genoemd. Het ontwerp is qua kleuren en gelijkmatige vorm identiek aan de huidige vlag van Jordanië, maar zonder de zevenpuntige ster. De Hasjemieten hadden hem ook eerder in Hidjaz gebruikt. Maar de goedkeuring van deze vlag vond slechts voor een zeer korte periode plaats, aangezien de unie slechts een paar maanden bestond als gevolg van de revolutie van Abdul Karim Qassem tegen de monarchie en de uitroeping van de republiek in Irak in juli van hetzelfde jaar. Waar naar de vorige vlag werd verwezen vóór de aankondiging van eenheid.